# Sant Marc de Calldetenes
Sant Marc de Calldetenes és una església de Calldetenes (Osona) protegida com a Bé Cultural d'Interès Local.

## Descripció
Capella d'una sola nau i la sagristia adossada a l'angle SW. La nau està coberta amb volta quatripartita i externament a dues vessants, amb el carener perpendicular a la façana orientada vers NW. La teulada no té voladís, el portal és d'arc còncau amb els carreus motllurats i la dovella central es prolonga cap al mur i és decorada, al damunt hi ha un òcul circular i el capcer és culminat per un campanar d'espadanya amb campana. Als peus de l'església hi ha el cor, al qual s'accedeix a través d'una escala lateral esquerre. L'altar té una fornícula amb la imatge de Sant Marc de talla. La porta principal està protegida per una reixa de ferro forjat. L'estat de conservació és bo.

## Història
Capella situada a 579mts d'altitud damunt un turó de margues blavoses des del qual es divisa tota la plana. La capella havia estat atesa per la parròquia de Santa Eugènia i de Riudeperes, per trobar-se entre el dos límits, actualment pertany només a Calldetenes. Encara que la capella sembla datar d'època anterior la notícia que tenim la trobem registrada en el Nomenclàtor de la província de Barcelona de l'any 1860. La imatge de talla de l'altar data del 1970. La reixa del portal és del 1985 i els ràfecs es varen restaurar el 1985. La capella és objecte de constants reformes, ja que té molts devots a la Plana. S'hi celebra un aplec per Sant Marc el 25 d'abril de cada any.